# Fairfield, New South Wales
Fairfield este o suburbie în Sydney, Australia.